# Antonio Bailetti
Antonio Bailetti (ur. 29 września 1937 w Bosco di Nanto) – włoski kolarz szosowy, srebrny medalista olimpijski.

## Kariera
Największy sukces w karierze Antonio Bailetti osiągnął w 1960 roku, kiedy wspólnie z Livio Trapè, Ottavio Cogliatim i Giacomo Fornonim zdobył złoty medal w drużynowej jeździe na czas podczas igrzysk olimpijskich w Rzymie. Był to jedyny medal wywalczony przez Bailettiego na międzynarodowej imprezie tej rangi. Na tych samych igrzyskach w indywidualnym wyścigu ze startu wspólnego został sklasyfikowany na dziesiątej pozycji. Poza igrzyskami Bailetti wygrywał po jednym etapie w Giro d’Italia i Tour de France w latach 1962 i 1963, ale w klasyfikacji generalnej zajmował miejsca poza czołową trzydziestką. Wygrał także wyścig Genua-Nicea w 1962 roku oraz Trofeo Laigueglia cztery lata później. Nigdy nie zdobył medalu na szosowych mistrzostwach świata.